# Меджнунбеков, Джаббар Гусейн оглы
Джаббар Меджнунбеков (азерб. Cabbar Məcnunbəyov; 1912—1967) — советский азербайджанский писатель, драматург и переводчик.

## Жизнь
Джаббар Мирза Гусейн-бек оглу Меджнунбеков родился 26 марта 1930 года в Эривани (ныне Ереван).
С 1937 года полностью посвятил себя журналистике. Начал свою деятельность как репортёр в газете «Ветен йолунда».
Джаббар Меджнунбеков умер в 1967 году.
Был женат, имел двоих сыновей. Чинар Меджнунбеков (1946 г.р.) — журналист и оператор, сотрудник AzTV, и Полад Меджнунбеков — поэт и искусствовед.

## Творчество
Первая пьеса Меджнунбеков «Пятые» рассказывала о труде бакинских нефтяников (1931, ТРАМ). Пьеса «Горящая долина» (1938, Т-р им. Азизбекова) была посвящена геологам-нефтеразведчикам, пьеса «Большая любовь» рассказывала о строителях и горняках (1950, там же); герой пьесы «Ильдрым» — талантливый изобретатель (1955, там же); тема воспитания молодёжи отражена в пьесе «Пути расходятся» (1956, Азерб. ТЮЗ); о создании нового нефтепромысла рассказывает пьеса «Бухта Ильича» (1958, Т-р им. Азизбекова); морально-этическим проблемам посвящена пьеса «Сила любви» (1962, там же).
Также Меджнунбеков известен переводами, в частности, переводил произведения М. Ю. Лермонтова.

## Награды
- Орден «Знак Почёта» (9 июня 1959).